# نينو تكيشيلاشفيلي
نينو تكيشيلاشفيلي (بالجورجية: ნინო ტყეშელაშვილი 1874–1956) كانت معلمة جورجية وكاتبة وناشطة في مجال حقوق المرأة. ولدت ضمن عائلة مثقفة عام 1874، وأكملت التعليم المتاح لها في تفليس (تبليسي) ثم عملت لفترة في مدينة ديدي جيكايشي كمعلمة للغة الروسية. في عام 1903، ذهبت لدراسة طب الأسنان في موسكو، حيث انخرطت في الحركة الطلابية الثورية خلال الثورة الروسية عام 1905. وعندما عادت إلى تفليس في العام التالي، بدأت تلتقي بالكاتبات والناشطات المشاركات في النضال من أجل حقوق المرأة. انضمت إلى اتحاد النساء الجورجيات من أجل المساواة في الحقوق في عام 1906، ولكن بعد ثلاث سنوات تركت المنظمة وشاركت في تأسيس جمعية المرأة القوقازية مع مجموعة منشقة من الناشطات النسويات.
كرئيسة للمجتمع الجديد، نشطت تكيشيلاشفيلي في النضال من أجل حق المرأة في التصويت، وفي النهوض بتعليم العمال والفقراء، والعمل على تحسين ظروف العمل والتعليم العالي للنساء، مع معالجة المخاوف المتعلقة بصحة المرأة وحياتها الجنسية. بدأت حوالي عام 1912 بالمساهمة في المجلات والصحف، وتناولت القضايا التي تواجه المرأة. مع التطورات التي أعقبت الثورة الروسية عام 1917، كان الناشطون في مجال حقوق المرأة يأملون في أن تستجيب الجمهورية الجورجية الجديدة لمطالبهم بالمساواة المدنية والسياسية. وبدلًا من ذلك، أنشأت سياسة الدولة جيناديل (مكتب المرأة) في عام 1919، ما حد من المشاركة الحرة للمرأة في المجتمع. واصلت تكيشيلاشفيلي، جنبًا إلى جنب مع ناشطات نسويات أخريات، الضغط من أجل المشاركة المتساوية حتى ألغت سياسات الدولة الستالينية الجينوتديل وحيّدت جهودهن. اتجهت إلى الكتابة، وخاصة الكتابة للأطفال في الحقبة السوفييتية. عندما تفكك الاتحاد السوفييتي، أعادت النسويات الجورجيات اكتشاف تاريخ تكيشيلاشفيلي وغيرها من شركائها الأوائل.

## النشأة
وُلدت نينو تكيشيلاشفيلي عام 1874 في تفليس (المعروفة بعد عام 1936 باسم تبليسي) في نيابة القوقاز التابعة للإمبراطورية الروسية. كان والدها، الذي كانت عائلته قساوسة في الكنيسة الجورجية الأرثوذكسية، يعمل في الزراعة وكان قارئًا نهمًا. كانت والدتها قريبة من الشاعر أكاكي تسيريتيلي. منذ صغرها، استمتعت تكيشيلاشفيلي بقراءة الأعمال من مكتبة والدها وتأثرت بالثوار النازحين الذين كانوا زائرين متكررين لمنزل والديها. ومن بين هؤلاء إيليا باختادزه، وهو صحفي يستخدم الاسم المستعار إيليا خونيلي، والروائي ليو كياتشيلي؛ وأرشيل أباشيدزه. حضرت مناقشاتهم وحلمت بالذهاب إلى روسيا للالتحاق بالمدرسة الثانوية مثل شقيقها. وعلى الرغم من أنها أكملت دراستها في المدرسة المحلية وحصلت على ميدالية، إلا أنها لم تتمكن من حضور دورات تدريب المعلمين.
من خلال والديها، التقت تكيشيلاشفيلي بنيكو نيكولادزي، الذي كان يعيش في ديدي جيخاشي، في منطقة إيميريتي بغرب جورجيا مع زوجته، أولغا غوراميشفيلي-نيكولادزي (بالجورجية: ოლღა გურამიშვილი-ნიკო. ლაძე، 1855-1940) واحدة من أولى النساء الجورجيات اللاتي ذهبن للدراسة في الخارج. تلقت غوراميشفيلي تعليمها في سويسرا، ثم عادت إلى جورجيا حيث انخرطت في علم أصول التدريس. أصبحت مرشدة لتكيشيلاشفيلي، وشجعتها على أن تصبح معلمة للغة الروسية في المدرسة التي ترأستها في ديدي جيكايشي. إلى جانب التدريس، شاركت بنشاط في الأمسيات الأدبية وقرأت كتبًا من مكتبة نيكولادزه. في عام 1903، ذهب تكيشيلاشفيلي إلى موسكو، وتمكنت أخيرًا من حضور دورات في مدرسة طب الأسنان. انخرطت في الحراك الطلابي واضطربت مع المثقفين من أجل الإصلاحات الديمقراطية. في نهاية الثورة الروسية عام 1905، وافق القيصر نيكولاس على الشروط التي أدت إلى إنشاء مجلس الدوما، الذي كان له رقابة تشريعية، مع حماية حرية الضمير والتعبير والتجمع من أجل المواطنة.